# Ordre du Mérite (Jamaïque)

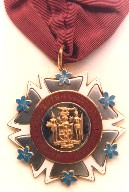
Ordre du Mérite

Pour les articles homonymes, voir Ordre du Mérite.
L'ordre du Mérite jamaïcain (Jamaican Order of Merit) est un ordre honorifique civil de Jamaïque. Il est le troisième ordre le plus élevé dans le système honorifique jamaïcain, et est décerné aux citoyens jamaïcains qui se sont distingués dans les domaines des sciences et des arts.